# Llista d'asteroides/152901-153000
| Nom      | Designació provisional | Data de descobriment | Lloc de descobriment | Descobridor/s   |
| -------- | ---------------------- | -------------------- | -------------------- | --------------- |
| 152901 - | 2000 DR31              | 29 de febrer de 2000 | Socorro              | LINEAR          |
| 152902 - | 2000 DC32              | 29 de febrer de 2000 | Socorro              | LINEAR          |
| 152903 - | 2000 DP46              | 29 de febrer de 2000 | Socorro              | LINEAR          |
| 152904 - | 2000 DW52              | 29 de febrer de 2000 | Socorro              | LINEAR          |
| 152905 - | 2000 DW60              | 29 de febrer de 2000 | Socorro              | LINEAR          |
| 152906 - | 2000 DN64              | 29 de febrer de 2000 | Socorro              | LINEAR          |
| 152907 - | 2000 DP65              | 29 de febrer de 2000 | Socorro              | LINEAR          |
| 152908 - | 2000 DH70              | 29 de febrer de 2000 | Socorro              | LINEAR          |
| 152909 - | 2000 DW72              | 29 de febrer de 2000 | Socorro              | LINEAR          |
| 152910 - | 2000 DS74              | 29 de febrer de 2000 | Socorro              | LINEAR          |
| 152911 - | 2000 DY78              | 29 de febrer de 2000 | Socorro              | LINEAR          |
| 152912 - | 2000 DQ86              | 29 de febrer de 2000 | Socorro              | LINEAR          |
| 152913 - | 2000 DX100             | 29 de febrer de 2000 | Socorro              | LINEAR          |
| 152914 - | 2000 DK103             | 29 de febrer de 2000 | Socorro              | LINEAR          |
| 152915 - | 2000 DA114             | 27 de febrer de 2000 | Kitt Peak            | Spacewatch      |
| 152916 - | 2000 EL4               | 2 de març de 2000    | Kitt Peak            | Spacewatch      |
| 152917 - | 2000 EM4               | 2 de març de 2000    | Kitt Peak            | Spacewatch      |
| 152918 - | 2000 EN21              | 4 de març de 2000    | Socorro              | LINEAR          |
| 152919 - | 2000 EU21              | 5 de març de 2000    | Socorro              | LINEAR          |
| 152920 - | 2000 EG29              | 5 de març de 2000    | Socorro              | LINEAR          |
| 152921 - | 2000 EK32              | 5 de març de 2000    | Socorro              | LINEAR          |
| 152922 - | 2000 EC51              | 3 de març de 2000    | Kitt Peak            | Spacewatch      |
| 152923 - | 2000 EC60              | 10 de març de 2000   | Socorro              | LINEAR          |
| 152924 - | 2000 EM65              | 10 de març de 2000   | Socorro              | LINEAR          |
| 152925 - | 2000 EB67              | 10 de març de 2000   | Socorro              | LINEAR          |
| 152926 - | 2000 EJ76              | 5 de març de 2000    | Socorro              | LINEAR          |
| 152927 - | 2000 EG77              | 5 de març de 2000    | Socorro              | LINEAR          |
| 152928 - | 2000 EG91              | 9 de març de 2000    | Socorro              | LINEAR          |
| 152929 - | 2000 EZ92              | 9 de març de 2000    | Socorro              | LINEAR          |
| 152930 - | 2000 EB102             | 14 de març de 2000   | Kitt Peak            | Spacewatch      |
| 152931 - | 2000 EA107             | 15 de març de 2000   | Socorro              | LINEAR          |
| 152932 - | 2000 EM128             | 11 de març de 2000   | Anderson Mesa        | LONEOS          |
| 152933 - | 2000 EO131             | 11 de març de 2000   | Socorro              | LINEAR          |
| 152934 - | 2000 EO133             | 11 de març de 2000   | Socorro              | LINEAR          |
| 152935 - | 2000 EZ134             | 11 de març de 2000   | Anderson Mesa        | LONEOS          |
| 152936 - | 2000 EP135             | 11 de març de 2000   | Anderson Mesa        | LONEOS          |
| 152937 - | 2000 EO142             | 3 de març de 2000    | Socorro              | LINEAR          |
| 152938 - | 2000 EU193             | 3 de març de 2000    | Socorro              | LINEAR          |
| 152939 - | 2000 FY4               | 27 de març de 2000   | Kitt Peak            | Spacewatch      |
| 152940 - | 2000 FU5               | 25 de març de 2000   | Kitt Peak            | Spacewatch      |
| 152941 - | 2000 FM10              | 30 de març de 2000   | Kitt Peak            | Spacewatch      |
| 152942 - | 2000 FN10              | 30 de març de 2000   | Socorro              | LINEAR          |
| 152943 - | 2000 FY10              | 26 de març de 2000   | Socorro              | LINEAR          |
| 152944 - | 2000 FD25              | 29 de març de 2000   | Socorro              | LINEAR          |
| 152945 - | 2000 FR25              | 27 de març de 2000   | Anderson Mesa        | LONEOS          |
| 152946 - | 2000 FG28              | 27 de març de 2000   | Anderson Mesa        | LONEOS          |
| 152947 - | 2000 FE30              | 27 de març de 2000   | Anderson Mesa        | LONEOS          |
| 152948 - | 2000 FP32              | 29 de març de 2000   | Socorro              | LINEAR          |
| 152949 - | 2000 FG58              | 26 de març de 2000   | Anderson Mesa        | LONEOS          |
| 152950 - | 2000 FQ64              | 30 de març de 2000   | Socorro              | LINEAR          |
| 152951 - | 2000 FJ71              | 29 de març de 2000   | Kitt Peak            | Spacewatch      |
| 152952 - | 2000 GC2               | 2 d'abril de 2000    | Socorro              | LINEAR          |
| 152953 - | 2000 GT21              | 5 d'abril de 2000    | Socorro              | LINEAR          |
| 152954 - | 2000 GN27              | 5 d'abril de 2000    | Socorro              | LINEAR          |
| 152955 - | 2000 GM35              | 5 d'abril de 2000    | Socorro              | LINEAR          |
| 152956 - | 2000 GM37              | 5 d'abril de 2000    | Socorro              | LINEAR          |
| 152957 - | 2000 GD42              | 5 d'abril de 2000    | Socorro              | LINEAR          |
| 152958 - | 2000 GX47              | 5 d'abril de 2000    | Socorro              | LINEAR          |
| 152959 - | 2000 GJ50              | 5 d'abril de 2000    | Socorro              | LINEAR          |
| 152960 - | 2000 GA52              | 5 d'abril de 2000    | Socorro              | LINEAR          |
| 152961 - | 2000 GH60              | 5 d'abril de 2000    | Socorro              | LINEAR          |
| 152962 - | 2000 GZ67              | 5 d'abril de 2000    | Socorro              | LINEAR          |
| 152963 - | 2000 GF68              | 5 d'abril de 2000    | Socorro              | LINEAR          |
| 152964 - | 2000 GP82              | 4 d'abril de 2000    | Socorro              | LINEAR          |
| 152965 - | 2000 GW86              | 4 d'abril de 2000    | Socorro              | LINEAR          |
| 152966 - | 2000 GK104             | 7 d'abril de 2000    | Socorro              | LINEAR          |
| 152967 - | 2000 GV105             | 7 d'abril de 2000    | Socorro              | LINEAR          |
| 152968 - | 2000 GX116             | 2 d'abril de 2000    | Kitt Peak            | Spacewatch      |
| 152969 - | 2000 GC117             | 2 d'abril de 2000    | Kitt Peak            | Spacewatch      |
| 152970 - | 2000 GB120             | 5 d'abril de 2000    | Kitt Peak            | Spacewatch      |
| 152971 - | 2000 GU120             | 5 d'abril de 2000    | Kitt Peak            | Spacewatch      |
| 152972 - | 2000 GD121             | 5 d'abril de 2000    | Kitt Peak            | Spacewatch      |
| 152973 - | 2000 GV121             | 6 d'abril de 2000    | Kitt Peak            | Spacewatch      |
| 152974 - | 2000 GZ122             | 7 d'abril de 2000    | Socorro              | LINEAR          |
| 152975 - | 2000 GM135             | 8 d'abril de 2000    | Socorro              | LINEAR          |
| 152976 - | 2000 GK140             | 4 d'abril de 2000    | Anderson Mesa        | LONEOS          |
| 152977 - | 2000 GJ141             | 7 d'abril de 2000    | Anderson Mesa        | LONEOS          |
| 152978 - | 2000 GJ147             | 13 d'abril de 2000   | Anderson Mesa        | LONEOS          |
| 152979 - | 2000 GR148             | 5 d'abril de 2000    | Socorro              | LINEAR          |
| 152980 - | 2000 GP150             | 5 d'abril de 2000    | Socorro              | LINEAR          |
| 152981 - | 2000 GM156             | 6 d'abril de 2000    | Socorro              | LINEAR          |
| 152982 - | 2000 GM158             | 7 d'abril de 2000    | Anderson Mesa        | LONEOS          |
| 152983 - | 2000 GB162             | 7 d'abril de 2000    | Anderson Mesa        | LONEOS          |
| 152984 - | 2000 GJ162             | 8 d'abril de 2000    | Socorro              | LINEAR          |
| 152985 - | 2000 GS182             | 4 d'abril de 2000    | Anderson Mesa        | L. H. Wasserman |
| 152986 - | 2000 HS3               | 26 d'abril de 2000   | Kitt Peak            | Spacewatch      |
| 152987 - | 2000 HM14              | 27 d'abril de 2000   | Socorro              | LINEAR          |
| 152988 - | 2000 HH22              | 29 d'abril de 2000   | Socorro              | LINEAR          |
| 152989 - | 2000 HO23              | 30 d'abril de 2000   | Socorro              | LINEAR          |
| 152990 - | 2000 HB26              | 24 d'abril de 2000   | Anderson Mesa        | LONEOS          |
| 152991 - | 2000 HV37              | 30 d'abril de 2000   | Socorro              | LINEAR          |
| 152992 - | 2000 HD38              | 28 d'abril de 2000   | Kitt Peak            | Spacewatch      |
| 152993 - | 2000 HH44              | 26 d'abril de 2000   | Anderson Mesa        | LONEOS          |
| 152994 - | 2000 HX44              | 26 d'abril de 2000   | Anderson Mesa        | LONEOS          |
| 152995 - | 2000 HW53              | 29 d'abril de 2000   | Socorro              | LINEAR          |
| 152996 - | 2000 HM60              | 25 d'abril de 2000   | Anderson Mesa        | LONEOS          |
| 152997 - | 2000 HH71              | 24 d'abril de 2000   | Anderson Mesa        | LONEOS          |
| 152998 - | 2000 HG79              | 28 d'abril de 2000   | Anderson Mesa        | LONEOS          |
| 152999 - | 2000 HW85              | 30 d'abril de 2000   | Anderson Mesa        | LONEOS          |
| 153000 - | 2000 HP86              | 30 d'abril de 2000   | Anderson Mesa        | LONEOS          |